# Boxeo en los Juegos Mediterráneos de 2009
El torneo de boxeo en los Juegos Mediterráneos de 2009 se realizó en el pabellón Palasport Avezzano de la ciudad de Pescara (Italia) entre el 27 de junio y el 2 de julio de 2009.

## Resultados

### Masculino
| Evento         | Oro                          | Plata                                | Bronce                                                         |
| -------------- | ---------------------------- | ------------------------------------ | -------------------------------------------------------------- |
| 48 kg (02.07)  | Jérémy Beccu Francia         | José Kelvin de la Nieve · España     | Alfonso Pinto · Italia / · Ferhat Pehlivan · Turquía           |
| 51 kg (02.07)  | Nordinne Ouabaali Francia    | Francisco Torrijos Portillo · España | Samir Brahimi · Argelia / · Vincenzo Picardi · Italia          |
| 54 kg (02.07)  | Vittorio Parrinello · Italia | Abdelhalim Ouaradi Argelia           | Hicham Mesbahi Marruecos / Salamana Wessan Siria               |
| 57 kg (02.07)  | Kerem Gürgen Turquía         | Branimir Stanković Serbia            | Mohamed Amine Ouadahi · Argelia / · Alessio Di Savino · Italia |
| 60 kg (02.07)  | Domenico Valentino · Italia  | Filip Palić · Croacia                | Ljubomir Marjanović Serbia / Yakup Kılıç Turquía               |
| 64 kg (02.07)  | Alexis Vastine Francia       | Driss Moussaid Marruecos             | Gaber el Sheairy · Egipto / · Hamza Hassini · Túnez            |
| 69 kg (02.07)  | Önder Şipal Turquía          | Mehdi Khalsi Marruecos               | Velibor Vidić · Bosnia y Herzegovina / · Hosam Abdin · Egipto  |
| 75 kg (02.07)  | Rachid Hamani Argelia        | Adem Kılıçcı Turquía                 | Mathieu Bauderlique · Francia / · Luca Podda · Italia          |
| 81 kg (02.07)  | Boško Drašković · Montenegro | Abdelhafid Benchabla Argelia         | Yahia Elmekachari Túnez / Onder OÖnder Özgülzgul Turquía       |
| 91 kg (02.07)  | Clemente Russo · Italia      | Mourad Sahraoui Túnez                | Mohamed Arjaoui Marruecos / Ghosoun Mohammad Siria             |
| +91 kg (02.07) | Roberto Cammarelle · Italia  | Marko Tomasović · Croacia            | Alen Beganović · Montenegro / · Mohamed Homrani · Túnez        |

## Medallero
| Núm. | País                 | Oro | Plata | Bronce | Total |
| ---- | -------------------- | --- | ----- | ------ | ----- |
| 1    | Italia               | 4   | 0     | 4      | 8     |
| 2    | Francia              | 3   | 0     | 1      | 4     |
| 3    | Turquía              | 2   | 1     | 3      | 6     |
| 4    | Argelia              | 1   | 2     | 2      | 5     |
| 5    | Montenegro           | 1   | 0     | 1      | 2     |
| 6    | Marruecos            | 0   | 2     | 2      | 4     |
| 7    | Croacia              | 0   | 2     | 0      | 2     |
| 7    | España               | 0   | 2     | 0      | 4     |
| 9    | Túnez                | 0   | 1     | 3      | 4     |
| 10   | Serbia               | 0   | 1     | 1      | 2     |
| 11   | Egipto               | 0   | 0     | 2      | 2     |
| 11   | Siria                | 0   | 0     | 2      | 2     |
| 13   | Bosnia y Herzegovina | 0   | 0     | 1      | 1     |
|      | TOTAL                | 11  | 11    | 22     | 44    |

- Datos: Q6398013